# Oopali
 (octobre 2012).
Oopali [ ?.- …] ou Upali est un moine birman mandaté au IXe siècle pour formaliser un système de self-défense non-violent, ou « système des moines » (Pongyi-thaing).

 Il établit également un ordre religieux. Cet ordre existera durant des siècles en Birmanie, Thaïlande, Cambodge et Laos ; mais les guerres tribales entre pays voisins auront raison de son œuvre. Seulement une poignée de moines essayèrent de préserver les principes de son système. Il faudra attendre le début du XIXe siècle pour que plusieurs moines et abbés de différents monastères bouddhistes du Nord de la Birmanie, comme Mogok Sayadaw, Mandalay Sayadaw, Shwedo Sayadaw et Anapura Sayadaw, enseignent un système basé sur la non-violence, la non-combativité et la non-agressivité.